# Приключения знаменитого кота-сыщика
Приключения знаменитого кота-сыщика (нем. Felidae, кошачьи) — немецкий мультипликационный фильм, снятый в 1994 году. Экранизация романа Акифа Пиринчи, который выступил одним из сценаристов мультфильма.

## Сюжет
Кот Фрэнсис и его хозяин Гас переезжают в новый дом. Гас работает археологом, но кормится лишь тем, что пишет бульварные романы для журналов. Когда у хозяина начинается творческий простой, Гас с Фрэнсисом переезжают в новый дом. Они много раз переезжали, но Гасу это не помогает. Фрэнсис утомлён переездом, но только оказавшись в доме, он находит на заднем дворе труп зверски убитого кота. Фрэнсис узнает, что произошло уже 5 подобных убийств, и это почерк одного серийного убийцы.

## Роли озвучивали
- Марио Адорф
- Клаус Мария Брандауэр
- Ульрих Турук